# Казалето (Виченца)
Казалето (итал. Casaletto) је насеље у Италији у округу Виченца, региону Венето.
Према процени из 2011. у насељу је живело 64 становника. Насеље се налази на надморској висини од 29 м.